# Radio Jard II
Radio Jard II – polska, dziecięco-młodzieżowa rozgłośnia radiowa. Nadawała z nadajnika w Białymstoku. Emisja próbna rozpoczęła się 15 marca 2001 roku, a regularny, oficjalny przekaz rozpoczęto 1 kwietnia 2001. Stacja zakończyła działalność we wrześniu 2018 roku.

## Historia
Pomysłodawcą i właścicielem rozgłośni jest białostocki biznesmen – Jarosław Dziemian.
Stacja w 2014 roku przeistoczyła się w młodzieżową rozgłośnię informacyjną. Prezentowała przeboje lat 60., 70., 80., 90., oraz obecne hity z gatunku tzw. muzyki świata.
Redaktorem naczelnym był Wojciech Kuczyński, który rozgłośnią zaczął samodzielnie kierować mając zaledwie 13 lat.
Krajowa Rada Radiofonii i Telewizji w grudniu 2017 roku wszczęła postępowanie o odebranie koncesji w związku z przeprowadzonym monitoringiem stacji, który wykazał, że nadawca nie emitował programu wskazanego w dokumentach koncesyjnych.
W czerwcu 2018 roku nadawca złożył wnioski o przeniesienie koncesji Radia Jard i Radia Jard II z Jarosława Dziemiana (osoby prywatnej) na spółkę. Z uwagi na poprzednie postępowanie wniosek odnośnie do Radia Jard II nie był procesowany, zaś wniosek odnośnie do Radia Jard zaakceptowano.
Z uwagi na fakt śmierci Jarosława Dziemiana 15 sierpnia 2018 roku Radio Jard II utraciło możliwość nadawania. Nadajnik wyłączono 2 września 2018 roku. Radio Jard wciąż obecne jest w eterze.

## Dane techniczne
Radio Jard II nadawało swój program 24 godziny na dobę na częstotliwości 103,9 MHz w Białymstoku i okolicach, a także w internecie. Naziemna stacja nadawcza o mocy 2 kW znajduje się na dachu Hotelu Turkus będącego siedzibą rozgłośni.

## Program
Program w stacji jest prowadzony przez dzieci i młodzież w wieku od 10 do 18 lat oraz dorosłych prezenterów. Młodzież w ten sposób poznawała warsztat dziennikarski – przygotowywała audycje tematyczne, serwisy informacyjne, informacje o pogodzie i inne pozycje programu. Samodzielnie dobierała muzykę, odbierała telefony i SMS-y od słuchaczy i obsługugiwała radiową konsoletę. 
Wśród emitowanych audycji znalazły się m.in. „Bit Konkrit” z polskim rapem, „Hit Lista” z trzydziestką najświeższych przebojów popowych, „Coverlover” z unikalnymi coverami, „Chilli Mix” z trancem, „Power Dance” z nowoczesną muzyką z nurtu disco-dance oraz meteorologiczne „Wędrujemy, Wędrujemy”. Tę audycję przygotowywał Rogers Cole Wilson.